# 고양 흥국사 극락구품도
고양 흥국사 극락구품도(高陽 興國寺 極樂九品圖)는 대한민국 경기도 고양시 흥국사에 있는 조선시대의 극락구품도이다. 1991년 10월 19일 경기도의 유형문화재 제143호로 지정되었다.

## 개요
극락구품도란 화면 전체를 9등분하여 극락세계를 자세하게 묘사한 불교그림이다.
흥국사 요사채 안에 모셔둔 이 그림은 가로 205㎝, 세로 146㎝의 크기로, 전체를 가로 세로로 총 9등분하여 극락정토의 아미타 회상 장면 4면과 왕생장면 5면을 각 구역에 나누어 그림으로 설명해 놓았다.
아미타 회상장면은 상단의 3면과 중단의 가운데면에 두어 T자로 구성하였다. 상단은 가운데 면에 아미타불과 보살·10대 제자 등을, 오른쪽 면에 보살의 극락정토참예도(極樂淨土參詣圖:아미타 회상에 참여하기 위해 모여드는 보살의 무리와 극락의 궁전, 극락조, 연못 등이 묘사됨), 왼쪽 면에 성중극락정토참예도(聖衆極樂淨土參詣圖:극락의 성스러운 무리들과 아미타 회상에 참여하기 위해 찾아오는 8인의 성문상 등이 묘사됨)를 그렸다. 중단의 가운데 면에는 극락정토를 장엄하기 위하여 궁전과 연못·보리수 나무·구름·사자·코끼리 등을 그려 놓았다.
왕생장면은 극락정토를 상품(上品)·중품(中品)·하품(下品)으로 나누고 이를 다시 각각 상·중·하로 나누어 아홉 장면을 설명한 것인데, 중단의 오른쪽과 왼쪽면, 그리고 하단의 3면에 두었다. 중단의 오른쪽 면에는 상품의 극락정토와 중상품·중중품의 왕생정토를, 왼쪽 면에는 중품하생인(中品下生人)이나 하품하생인의 극락정토를 그렸다. 하단은 가운데 면에 상품인 또는 중품상·중인(中品上·中人)의 왕생정토를, 오른쪽 면에 중품하생인 또는 하품왕생인의 왕생정토를, 왼쪽 면에는 하품중생인이나 하생인의 왕생연못을 그렸다.
각 화면의 구성이 짜임새가 있으며, 색채는 전체적으로 짙은 녹색과 밝은 황토색으로 칠하고 붉은색과 흰색 등을 첨가했는데, 선은 모두 가는 선으로 그렸다. 인물들과 연꽃, 극락조와 구름 등은 섬세하면서도 유연하게 처리하였으며, 인물들의 얼굴과 자세에 생동감이 흐른다. 이러한 수법은 남양주시 흥국사에 있는 팔상도나 나한도에서도 보이는데 특히 흥천사에 있는 극락구품도의 경우, 이 그림과 같은 모본을 사용하였고 화법도 유사하다. 이로 보아 19세기 후반 흥국사를 근거지로 활동했던 금곡당, 영난의 유파가 그린 것으로 추정된다.

## 참고 문헌
- 고양군흥국사극락구품도 - 국가유산청 국가유산포털